# Accordo di San Nicolás
L'accordo di San Nicolás (Acuerdo de San Nicolás in spagnolo) è stato un patto siglato il 31 maggio 1852 nella cittadina argentina di San Nicolás de los Arroyos dai delegati di quattordici delle quindici province che allora componevano la Confederazione Argentina.
L'accordo fu il preambolo necessario per la convocazione della costituente a Santa Fe l'anno seguente; nonché una delle tappe principali della nascita del moderno stato argentino.

## Antefatti
Dopo la caduta di Juan Manuel de Rosas in seguito alla battaglia di Caseros del 3 febbraio 1852, il caudillo di Entre Ríos Justo José de Urquiza divenne il nuovo protagonista della scena politica argentina. Il 6 aprile dello stesso anno fu ratificato dai rappresentanti di alcune delle province del paese il protocollo di Palermo che nominò come Direttore Provvisorio delle Relazioni Estere della Confederazione lo stesso Urquiza. Due giorni dopo il leader federale entrerriano convocò una riunione tra i rappresentanti delle province a San Nicolás de los Arroyos, nel nord della provincia di Buenos Aires, per accordarsi sulla futura organizzazione politica del paese.

## L'Accordo
Il 29 maggio iniziarono i colloqui, due giorni dopo i seguenti delegati aderirono all'accordo:
- Justo José de Urquiza (Provincia di Entre Ríos e anche rappresentante della Provincia di Catamarca;
- Vicente López y Planes Provincia di Buenos Aires;
- Benjamín Virasoro per la Provincia di Corrientes;
- Domingo Crespo per la Provincia di Santa Fe;
- Pedro Pascual Segura per la Provincia di Mendoza;
- Nazario Benavídez per la Provincia di San Juan;
- Pablo Lucero per la Provincia di San Luis;
- Manuel Taboada per la Provincia di Santiago del Estero;
- Celedonio Gutiérrez per la Provincia di Tucumán;
- Manuel Vicente Bustos per la Provincia di La Rioja.

Le province di Córdoba, Jujuy e Salta aderirono successivamente all'accordo, mentre la provincia di Buenos Aires lo rigettò poco tempo dopo.

## I punti dell'Accordo
Nel primo articolo, su un totale di 19 dell'accordo, il Patto Federale firmato il 4 gennaio 1831 fu dichiarato Legge Fondamentale della Repubblica, e dovette essere seguito e messo in esecuzione dal Responsabile delle Relazioni Estere della Nazione.
Gli articoli 4 e 5 fanno riferimento al Congresso Generale Costituente che sarebbe dovuto iniziare nell'agosto dell'anno successivo, con la precedente elezione dei deputati che vi avrebbero partecipato. Le regole stabilite dalla Legge Elettorale sarebbero state utilizzate per selezionare i deputati delle legislature provinciali. Tutte le province furono dichiarate uguali di diritti, con due deputati rappresentativi per ogni provincia.
Negli articoli 6 e 7 si afferma che il Congresso avrebbe sancito la Costituzione nazionale, con il consenso della maggioranza dei suffragi, mettendo così l'interesse nazionale al di sopra di quello delle singole province.
L'articolo 8 dichiara che i deputati non potevano essere giudicati per le loro opinioni, non potevano essere accusati per nessun motivo o autorità fino alla sanzione della Costituzione, anche se le Province potranno ritirare i propri deputati e sostituirli, qualora l'avessero ritenuto opportuno.
Secondo l'articolo 11, il Congresso avrebbe avuto luogo nella città di Santa Fe.
L'articolo 15 concedeva ala gestione del potere esecutivo ad Urquiza, e lo nominava Direttore Provvisorio della Confederazione Argentina.
L'articolo aggiuntivo invitava le province che non avessero firmato l'accordo ad aderirvi attraverso il Direttore provvisorio della Confederazione.

## Conseguenze
La principale conseguenza dell'accordo fu la convocazione dell'assemblea costituente a Santa Fe che, il 1º maggio 1853, emanò la prima carta costituzionale del paese. La seconda importante deliberazione fu la nomina a Direttore Provvisorio della Confederazione Argentina di Urquiza, protagonista indiscusso della politica nazionale per i seguenti nove anni.

## Il rifiuto di Buenos Aires
Le decisioni concordate a San Nicolás furono presto rigettate dalla classe politica porteña, allora dominata dagli unitarios. In alcuni articoli infatti la supremazia politica ed i privilegi economici che avevano garantito fino ad allora a Buenos Aires il dominio indiscusso della scena nazionale venivano fortemente ridimensionati se non eliminati.
Nello specifico venivano contestati gli articoli 5, 11, 15, 18 e 19. La classe politica porteña non accettava infatti l'idea avere lo stesso numero di deputati delle altre province, così come che il congresso avesse sede a Santa Fe, dove non poteva esercitare nessun tipo di controllo né imporre una quasi maggioranza a proprio vantaggio. Altro punto di contrasto era la nomina di Urquiza, considerato dai politici di Buenos Aires alla stregua un semplice caudillo provinciale, a Direttore Provvisorio della Confederazione. Ultimo punto di attrito era il fatto che gli introiti del porto e della dogana di Buenos Aires, pilastri dell'economia della capitale, venissero riscossi e redistribuiti a tutte le province direttamente dal governo federale.
L'11 settembre 1852 scoppiò a Buenos Aires una rivolta contro Urquiza guidata da Bartolomé Mitre che provocherà de facto una secessione di otto anni della provincia bonaerense dal resto della Confederazione Argentina.